# جئوگرافیکال ژورنال
جئوگرافیکال ژورنال (انگلیسی: The Geographical Journal) یک ژورنال دانشگاهی علمی است که با داوری همتا انجمن سلطنتی جغرافیا منتشر می‌گردد. ترتیب انتشار این ژورنال علمی، هر ۳ ماه ۱ بار است.